# 細身斜頜鰈
細身斜頜鰈為輻鰭魚綱鰈形目鰈亞目冠鰈科的其中一種，為熱帶海水魚，分布於西太平洋新喀里多尼亞海域，棲息深度300-350公尺，體長可達4.4公分，棲息在底層水域，生活習性不明。
其种加词来源于拉丁文“gracilis”，意为“纤细的”。